# Герберт Віттманн
Герберт Віттманн (нім. Herbert Wittmann; 3 січня 1914, Казендорф — 26 липня 2007, Пуллах) — німецький льотчик-ас бомбардувальної авіації, майор люфтваффе вермахту, оберст люфтваффе бундесверу. Кавалер Лицарського хреста Залізного хреста з дубовим листям.

## Біографія
В 1934 році вступив в люфтваффе. Після закінчення авіаційного училища направлений на службу в бомбардувальну авіацію. У складі легіону «Кондор» брав участь у Громадянській війні в Іспанії. З 1 липня 1939 року — командир штабної ескадрильї 53-ї бомбардувальної ескадри. Учасник Польської і Французької кампаній, а також Німецько-радянської війни, був кілька разів збитий. Наприкінці 1941 року тяжко поранений і після одужання направлений на службу в 4-е авіаційне училище у Фюрстенвальде. З 25 травня 1943 року — командир 2-ї групи 53-ї бомбардувальної ескадри, на озброєнні якої в тому числі були ракети Фау-1, які запускалися з бомбардувальників He.111. Всього за час бойових дій знищив 30 залізничних складів, 16 залізничних мостів, 10 танків і потопив 2 канонерські човни. 1 серпня 1956 року вступив у ВПС ФРН. 31 березня 1972 року вийшов у відставку.

## Нагороди
- Нагрудний знак пілота
- Медаль «За вислугу років у Вермахті» 4-го класу (4 роки)
- Нарукавна стрічка легіону «Кондор»
- Медаль «За Іспанську кампанію» (Іспанія)
- Іспанський хрест в бронзі з мечами (6 червня 1939)
- Медаль «У пам'ять 13 березня 1938 року»
- Медаль «У пам'ять 1 жовтня 1938»
- Залізний хрест
  - 2-го класу (19 травня 1940)
  - 1-го класу (16 серпня 1940)
- Почесний Кубок Люфтваффе (15 жовтня 1940)
- Лицарський хрест Залізного хреста з дубовим листям
  - лицарський хрест (25 листопада 1941)
  - дубове листя (№ 735; 12 лютого 1945) — за 467 бойових вильотів.
- Німецький хрест в золоті (5 грудня 1943)
- Авіаційна планка винищувача в золоті з підвіскою